# El mañana
«El Mañana» es una canción del segundo álbum de la banda Gorillaz, Demon Days. Fue lanzado el 10 de abril de 2006 en el Reino Unido como un doble lado A con Kids with Guns como el cuarto y último sencillo del álbum. A diferencia de los anteriores sencillos del grupo (que se encontraban dentro del Top 10), "Kids With Guns/El Mañana" alcanzó el puesto #27 en su lanzamiento en el UK Singles Chart.

## Inicio
A principios de agosto de 2005, el ganador de la "Search for a Star" se anunció la competencia para colaborar con Gorillaz en este sencillo. A principios de noviembre de 2005, el cocreador de Gorillaz Jamie Hewlett anunció el lanzamiento de "El Mañana", como el cuarto sencillo que deben tomarse del álbum. Este video también fue utilizado en Blue Man Group's "How to be a Megastar" gira en Grand Rapids en el Van Andel Arena, sin embargo, una canción diferente fue utilizada.

## Video musical
«El Mañana» fue presupuestado por Passion Pictures, dirigida por Jamie Hewlett y Pete Candeland. Según Gorillaz.com, el video iba a ser lanzado 11 de abril de 2006. El video es una continuación de "Feel Good Inc."; Noodle está flotando a lo largo del cielo, con toda tranquilidad bajo el sol en su isla flotante. De pronto, dos helicópteros (RAH-66 Comanche's) se acercan y comienzan a disparar sobre Noodle con ametralladoras. Ella huye hacia el molino, y se comienza a destruir. Cuando Noodle sale del molino, los pilotos de helicóptero la ven y comienzan a atacarla de nuevo, y ella se ve obligada a entrar de nuevo en el molino de viento. La isla afectada luego comienza a perder altura y cae en un barranco. Entonces uno de los dos helicópteros lanza una bomba y se van volando.

## Temas reflejados en la canción
Muchos temas parece que se colocarán en el vídeo. Dos de estos temas en la lucha entre la inocencia infantil y la guerra en la adultez, así como la idea de que si se mantiene en un paraíso demasiado tiempo, uno prefiere quedarse en ese paraíso envuelto en llamas en lugar de seguir adelante. Además, el giro del molino de viento puede simbolizar el tic-tac de un reloj, más aún cuando se habla del reloj de la vida o algo así como dijo 2-D en Feel Good Inc., "Se está hundiendo, y al suelo".
El video también parece reflejar las opiniones de Damon Albarn, contra la guerra. La quema del molino no es muy diferente a un pozo de petróleo y los helicópteros pueden interpretar como una referencia a la guerra en Irak. El ataque a Noodle y la propia isla parece ser un comentario sobre la focalización de los inocentes en tiempos de guerra y que la guerra destruye todas las cosas que son pacíficas en el mundo. Por último, el lanzamiento de la bomba a Noodle, que es japonesa, se puede interpretar como una referencia a los bombardeos atómicos de Hiroshima y Nagasaki, o las armas nucleares en general.
Además, se demuestra que la isla flotante parece ser el único entorno verde alrededor, mientras el mundo es sólo una tierra estéril. Con la isla flotante también en representación de la naturaleza y los helicópteros que representan la industria, el tema de la destrucción ecológica es también evidente, que 2-D insinúa en "Feel Good Inc.", con la letra "Windmill, windmill for the land" (molino, molino para la tierra).

### Supuesta muerte de Noodle
Durante unas pocas semanas antes de la publicación de vídeo, una serie de acontecimientos tuvieron lugar. En primer lugar, en Kong Studios en la página oficial de Gorillaz, cajas y otros materiales de embalaje se observaron en el vestíbulo el 16 de febrero de 2006. Unas semanas más tarde, se trasladaron a la habitación de Noodle. Posteriormente, Noodle, aparentemente comenzó a empaquetar el contenido de su habitación en esas cajas, y el molino del vídeo "Feel Good Inc." fue visto atado en el balcón.
En el sitio web de Gorillaz, el cuarto de Noodle estaba vacío, aunque los enlaces asociados con sus pertenencias se mantenían accesibles y la cabeza de Shaun Ryder (introducida en el vídeo musical de DARE seguía conectada detrás de las puertas. El 13 de marzo, su cuarto empezó a agrietarse en las esquinas de las paredes. Además, el reloj "Armageddon" en la pared había cambiado de forma, saliéndole un cuarto brazo (tenía tres brazos). El reloj se cayó de la pared y una parte del techo se derrumbó, revelando el corredor que conecta la habitación de Noodle con el mismo.
Se podría decir que los acontecimientos del video no son más que etapas debido a que los helicópteros cambian de apariencia. En Feel Good Inc. son más ligeros, y parecen asemejarse más al Bell 47Gs. En "El Mañana", parecen más pesados y blindados, al parecer el modelo es más parecido al Boeing-Sikorsky RAH-66 Comanche y AH-64 Apache. Esto parece indicar que Noodle no estaba al final del video de "Feel Good Inc."; se quedó en Kong Studios, hizo maletas, se fue, y luego fue perseguida por dos helicópteros diferentes. (Este artículo de Wikipedia se menciona en la autobiografía de Gorillaz Rise of The Ogre. El párrafo sobre la diferencia de los helicópteros es citado, por Murdoc respondiendo con "Er... sí. Eso suena bastante bien").
De acuerdo con la historia de la banda, Noodle descubrió que ella era en realidad parte de un proyecto japonés de "supersoldados" (niños entrenados en artes marciales, habilidad con las armas, ser poliglotas en lenguaje, etc). El cual había sido cancelado destruyendo todos los "prototipos" excepto ella.
La edición limitada de Demon Days incluye un DVD lleno de extras, incluyendo el video de "Feel Good Inc." con audiocomentarios por los miembros del grupo.
El video fue mostrado al público en una entrevista con Damon Albarn por MTV  donde se confirmó que Noodle se había ido, pero que "podría regresar".
La verdad fue revelada en la autobiografía de Gorillaz Rise of the Ogre. En ella, Murdoc, finalmente reveló que el "El Mañana" fue hecho "por etapas" y que Noodle sigue "viva".
Resulta que la conspiración de "El Mañana" fue planeada precisamente para deshacerse de un enemigo de la banda: Little Jimmy Manson, un hippie psicótico ejecutivo de la industria que se comprometió en sabotear Gorillaz. Jimmy audiciona para Gorillaz hace unos años, pero fue rechazado después de Noodle consiguió el trabajo. Él quedó resentido con Gorillaz desde entonces. Murdoc se dio cuenta del plan de Jimmy y decidió deshacerse de Jimmy antes de que fuera demasiado tarde. Murdoc le dijo a Jimmy que había un plan para "ayudarle" a matar a uno de los miembros de la banda de manera que, Gorillaz terminaría con una explosión y en segundo lugar, Jimmy podría comenzar una nueva banda con Murdoc. Noodle Hizo el video de "El Mañana" con Manson stowed otra vez en la isla y, a continuación, mientras que el molino de viento se estrellaba cerca de ellos, Jimmy dispararía al tiempo que la guitarrista tomaría el paracaídas por sí misma. Sin embargo, Murdoc engaño a Jimmy , no solo por "olvidar" dejar el arma a bordo de la isla , sino también por encerrarlo en el molino de viento; Jimmy supuestamente murió en el accidente, mientras que Noodle estaría segura en el paracaídas.
Murdoc dijo que Noodle había estado planeando salir después de Demon Days. Murdoc, para ejecutar su plan para deshacerse de Jimmy, hizo un trato con Noodle: ella podría desaparecer en el video. Como se indica en Rise of the ogre, diciendo que Noodle se encontraría en las Malvinas "relajándose".
El 21 de enero de 2010, mediante la radio pirata de Murdoc, se dio a conocer asimismo la noticia de la grabación del nuevo álbum, Plastic Beach, donde reveló sobre la supervivencia de Noodle: la banda nunca la volvió a ver después de la grabación de "El Mañana" y el plan de Murdoc no era más que una ilusión de ebriedad. Después, Noodle fue sustituida por un cyborg construido por Murdoc al usar su ADN encontrado en los restos del molino de viento y las partes de la batería de Russell a fin de proporcionar la guitarra para el nuevo álbum. El estado y ubicación de la real Noodle hasta la fecha aún se desconoce, aunque se le ha visto en el video de "On Melancholly Hill" a bordo de un crucero, usando una máscara de gato. Murdoc ha puesto de manifiesto también que los helicópteros que disparaban hacia el molino de viento eran piratas a los que Murdoc había estado vendiendo armas en México y que aún estaba en deuda con ellos.
En el vídeo musical de On Melancholy Hill se demuestra que Noodle está viva, en algún tipo de crucero que está siendo atacada por los aviones. El guía dice que debe acompañarla, pero de pronto ella saca una ametralladora y sale a dispararle a los aviones, logrando destruir a uno, pero el otro lanza una bomba en el barco, que provoca su hundimiento. Ella se las arregla para salvarse y saltar del barco. El barco explota y Noodle llega a un bote salvavidas, que a parecer había sido puesto por ella misma antes, con su equipaje y su guitarra. Más adelante en el vídeo, un Russel gigante (debido a comer tantos desechos tóxicos al nadar a Plastic Beach) se pone de pie en el océano y levanta el bote de Noodle con su cabeza.